# Rui Dolores
Rui Filipe Dolores Azevedo (São João de Ver, 2 maggio 1978) è un ex calciatore portoghese, di ruolo centrocampista.

## Carriera
Ha collezionato complessivamente 152 presenze e 10 reti nella massima serie portoghese con varie squadre, oltre ad aver giocato nella massima serie cipriota con il Nea Salamis e nella seconda serie francese con il Créteil-Lusitanos.